# Leo Alcântara
Leonardo Rosário de Alcântara (Fortaleza, 05 de dezembro de 1972) é um advogado, empresário e político brasileiro.

## Biografia
Filho de Lúcio Gonçalo de Alcântara e Maria Beatriz Rosário de Alcântara. Seu pai foi prefeito de Fortaleza, deputado federal por dois mandatos, participou da Assembleia Constituinte, teve mandato como senador da República e foi eleito vice-governador e, posteriormente, governador do Ceará. Seu avô José Waldemar Alcântara e Silva, foi senador e governador cearense.
Advogado e empresário, Léo Alcântara cursou direito na Universidade de Fortaleza (UNIFOR). Filiou-se ao Partido da Social Democracia Brasileira (PSDB) em 1997. No pleito eleitoral de outubro de 1998, concorreu ao cargo de deputado federal e obteve a sexta melhor votação para o cargo, em seu estado, sendo eleito com 92.005 votos.

## Deputado federal (1999 - 2002)
Em fevereiro de 1999 tomou posse de seu primeiro mandato na Câmara dos Deputados. No decorrer desse ano foi escolhido vice-líder do PSDB e atuou em duas comissões para proposta de emenda constitucional (PECs): uma transformada em norma jurídica, sobre modificações na estrutura do Poder Judiciário; e outra, arquivada pela Câmara, que visava estabelecer limite para remuneração de subsídio, provento ou pensão, aplicável aos três poderes públicos e ao Ministério Público. Além disso, esteve em Paris, como representante da Câmara dos Deputados, em conferência internacional voltada a questões sócio-políticas e econômicas para América Latina e Caribe.
Em 2000, quando se tornou vice-líder do bloco PSDB/PTB, atuou como titular de comissões especiais para PEC sobre atribuições de vice-prefeitos e sobre a Zona Franca de Manaus. No ano de 2001 atuou como titular na Comissão Parlamentar de Inquérito (CPI) instalada pela Câmara para apurar regularidades no contrato realizado entre a Confederação Brasileira de Futebol (CBF) e a empresa de material esportivo Nike.
No ano seguinte tornou-se membro de comissões especiais para PEC sobre aposentadoria compulsória e sobre sessão legislativa. Além disso, foi escolhido membro da CPI do Fundef, criada para "investigar denúncias de irregularidades, desvios de recursos e finalidades, na aplicação do Fundo de Manutenção e Desenvolvimento do Ensino Fundamental e de valorização do magistério". Em decorrência do fim da legislatura durante a qual foram realizadas as investigações, os trabalhos dessa comissão foram concluídos sem apreciação do relatório final. Em outubro de 2002 candidatou-se à reeleição para o cargo de deputado federal, sendo eleito com 143.742 votos.

## Deputado federal (2003 - 2006)
Tomou posse, em fevereiro de 2003, do segundo mandato na Câmara dos Deputados e foi eleito para presidir a comissão permanente de Economia, Indústria, Comércio e Turismo. Em agosto, na ocasião da votação da reforma da Previdência na Câmara dos Deputados, votou a favor da proposta apresentada pelo Governo Luiz Inácio Lula da Silva (2003-2007), aprovada em dois turnos no Congresso e encaminhada ao Senado Federal. Em dezembro o então presidente do Senado, José Sarney (PMDB), promulgou a emenda constitucional que alterou o sistema previdenciário do país, especialmente quanto às regras relativas a aposentadorias e pensões, previdência complementar, paridade entre funcionários públicos ativos e inativos, e contribuição de estados e municípios.              
No decorrer de 2003 atuou também como membro titular da CPI que investigou suspeita de sonegação da empresa Centralização dos Serviços Bancários S/A (SERASA) à Receita Federal. O relatório final da CPI não apontou qualquer ilegalidade nas ações da Serasa. A comissão sugeriu, entretanto, que fosse implementado mecanismos de controle de segurança, além de penalidades para a negativação indevida de nomes, quebra de sigilo bancário e uso indevido de informações contidas nos arquivos da empresa.
Em 2005, com a recomposição das comissões permanentes da Câmara dos Deputados tornou-se titular da comissão de Desenvolvimento Econômico, Indústria e Comércio. No decorrer de 2006 passou a atuar também como membro da comissão de Constituição e Justiça e de Redação, da qual foi terceiro-vice-presidente e titular. Nas eleições gerais de outubro, candidatou-se ao terceiro mandato de deputado federal, sendo eleito com 142.754 votos, sexta melhor votação do Ceará para o cargo.

## Deputado federal (2007 - 2010)
Tomou posse do terceiro mandato em fevereiro de 2007, ano em que se filiou ao Partido da República (PR). Em março foi escolhido vice-líder do PR. Entre setembro e outubro de 2007 votou a favor da proposta do governo, aprovada em dois turnos pela Câmara, mas não pelo Senado, de prorrogar a cobrança da Contribuição Provisória sobre Movimentação Financeira (CPMF). Posteriormente, quando o tema CPMF voltou à Câmara com o nome Contribuição Social para a Saúde (CSS), votou com a maioria dos deputados, que aprovou a recriação do imposto.
Ao longo do ano de 2007 passou a atuar como titular da comissão permanente de Defesa do Consumidor, além de ter sido escolhido primeiro-vice-presidente e membro titular em comissão especial que avaliou proposição que visava assegurar o registro, nos consulados, de brasileiros nascidos no estrangeiro. Tal PEC foi aprovada e transformada em emenda constitucional.
Em março de 2009 passou a compor, como titular, a comissão permanente de Fiscalização e Controle da Câmara dos Deputados.
Nas eleições de 2010, não disputou novo mandato. Chegou a lançar candidatura para uma vaga de deputado estadual na Assembleia Legislativa do Ceará, mas abriu mão do alguns meses antes do pleito para se dedicar à campanha do pai pelo Governo do Estado do Ceará.
Casou-se com Ane Alcântara e teve dois filhos.